# Heidekraut-Marienkäfer

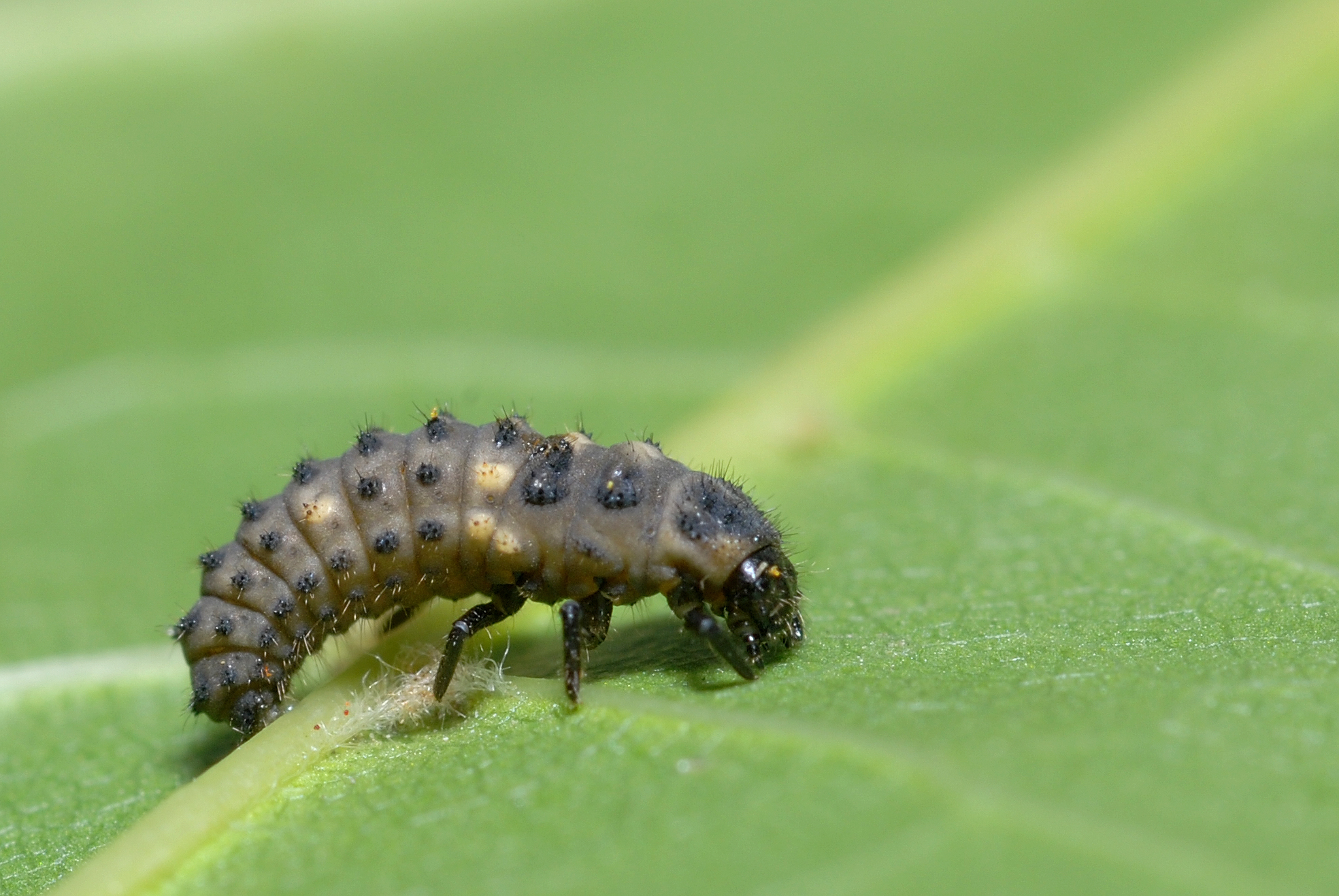
Larve des Heidekraut-Marienkäfers

Der Heidekraut-Marienkäfer (Coccinella hieroglyphica) ist ein Käfer aus der Familie der Marienkäfer (Coccinellidae).

## Beschreibung
Die Käfer werden etwa vier bis fünf Millimeter lang. Die Deckflügel sind gelblich bis braun, manchmal auch gelblich-rosa, und haben bis zu sieben schwarze Flecken, die zu unregelmäßig geformten Bändern und großen Flecken zusammenwachsen können. Die Deckflügel können auch komplett schwarz gefärbt sein. Der Halsschild, der Kopf und die Beine sind schwarz, die vorderen Ecken des Halsschildes sind hell gefärbt.

## Vorkommen
Die Käfer kommen in Europa, im Norden über den Polarkreis hinaus, im Süden bis Norditalien, in Sibirien und in Nordamerika vor. Sie leben in Heiden und Mooren bis in Höhen von 1.200 Metern, auf verschiedenen Heidekrautgewächsen. Ihre Populationen variieren stark von Jahr zu Jahr. Sie fliegen von Mai bis Oktober.

## Nahrung
Die Käfer ernähren sich von Blattläusen, aber auch von Käferlarven.